# Nicholas Edlund
Nicholas Edlund, född 2 december 1974, är en svensk före detta ishockeyspelare från Bollnäs, Hälsingland.
Edlund föddes i Zimbabwe, men blev adopterad till Sverige 1975. Han inledde sin ishockeykarriär i Bollnäs IS och representerade Hälsingland 2 gånger i TV-Pucken för att sedan gå till Modo Hockey som han representerade som junior. 
1990 gjorde han debut i Juniorlandslaget i Karleby, Finland. Edlund missade sedan 1992 Junior-EM i Lillehammer på grund av en axelskada. 1992/93 tillhörde Edlund Brynäs IF men spelade i farmarlaget Team Gävle HF i dåvarande division 1 och gjorde inga grundseriematcher i elitserien i ishockey. 1996/97 skrev han på för dåvarande IHL-laget Manitoba Moose i Winnipeg.
1998 fick Edlund sin karriär hastigt avslutad då han ådrog sig en svår knäskada under en match i ECHL, där han representerade Tallahassee Tigersharks (dåvarande farmarlag till New York Islanders och Florida Panthers).

## Klubbar
- Bollnäs IS (Sverige)
- MoDo Hockey (Sverige)
- Team Gävle (Sverige)
- Östersunds IK (Sverige)
- Grums IK (Sverige)
- Manitoba Moose (Winnipeg, Kanada)
- Tallahassee Tigersharks (Florida, USA)

## Meriter
- U18 SM Guld 1991, (MoDo Hockey).
- U18 & U20 SM Guld 1992, (MoDo Hockey).
- Den andra färgade spelaren att representera Sverige internationellt i ishockey efter Patrik Erickson (Brynäs IF).
- Rankad som Nr.7 bland europeiska centerforwards av The Hockey News inför NHL Entry Draft 1993.